# مقاطعة رافالي (مونتانا)
مقاطعة رافالي (بالإنجليزية: Ravalli County)‏ هي إحدى مقاطعات ولاية مونتانا في الولايات المتحدة الأمريكية.